# Maurice Wolf

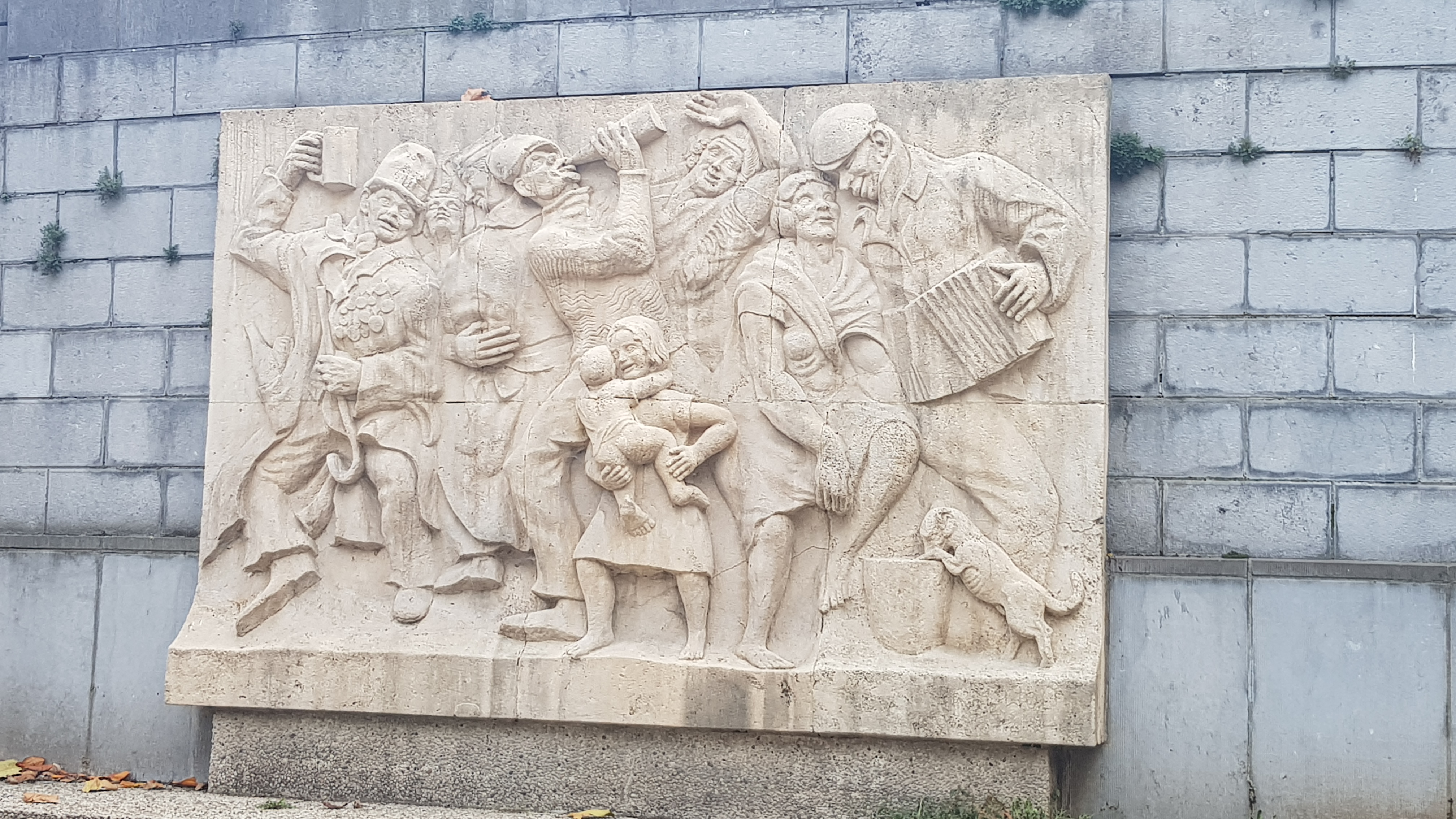
Monument voor de Levenden' (1933), Brussel

Maurice Wolf (Brussel, 28 september 1902 – Mauthausen, 17 juni 1942) was een Belgisch beeldhouwer.

## Leven en werk
Maurice Wolf was een zoon van Silive Wolf en Frida Zondervan. Zijn vader was een uit Vaals afkomstige Joodse zilversmid, hij noemde zich Sylvain Wolf-Zondervan. Wolf werd opgeleid aan de Koninklijke Academie voor Schone Kunsten van Brussel. Wolf maakte vooral decoratief en monumentaal werk. Hij exposeerde vanaf 1929 met kunstkring Le Bon Vouloir in Bergen en nam deel aan de wereldtentoonstellingen in Brussel (1935), Parijs (1937) en Luik (1939), de Salon de Printemps in het Paleis voor Schone Kunsten in Brussel (1936) en de salon van Gent (1937).
In de aanloop naar de Tweede Wereldoorlog in België, werd Wolf in 1939 gemobiliseerd. Hij diende als compagniescommandant van het 2e regiment grenadiers. Op 10 mei 1940, de dag dat de Duitsers het land binnenvielen, raakte hij gewond bij de slag rond het Fort Eben-Emael. Hij werd daarop in een krijgsgevangenkamp geplaatst. In maart 1941 werd hij wegens gezondheidsredenen vrijgelaten. Wolf keerde terug naar Brussel, waar hij lid werd van de door Aimé Dandoy opgerichte Belgische Nationale Beweging en medeoprichter was van de verzetskrant La Voix des Belges. Hij stond er aan het hoofd van een groep van zo'n 15 personen. Op 23 oktober 1941 werden Wolf en Dandoy gearresteerd, later volgden andere leden van de groep. Hij werd tot tien jaar dwangarbeid veroordeeld en werd overgebracht naar Siegburg, later naar het concentratiekamp Mauthausen. Hij werd doodgeschoten bij een vluchtpoging.  Maurice Wolf werd 39 jaar.

## Enkele werken
- 1931-1933 vergulde reliëfs met taferelen uit het dagelijks leven in Belgisch-Congo, voor de bioscoopzaal van het Grand Eldorado in Brussel, in samenwerking met Alfred Van Neste.
- 1933 Monument voor de Levenden, ook bekend als L'Esprit des Marolles (de Geest van de Marollen), Valkstraat / hoek Minimenstraat, Brussel.
- 1939 koperen reliëf voor het salon van passagiersschip Baudouinville.
- 1938 reliëfs en dierfiguren voor het gemeentehuis van Vorst. Ook Jean Canneel, Fernand Debonnaires, Marnix D'Haveloose, Lucien Hoffman, Jacques Marin, Victor Rousseau, Paul Stoffyn, Georges Vandevoorde, Antoine Vriens en Joseph Witterwulghe verzorgden beeldhouwwerk voor het gemeentehuis.[5]

## Fotogalerij

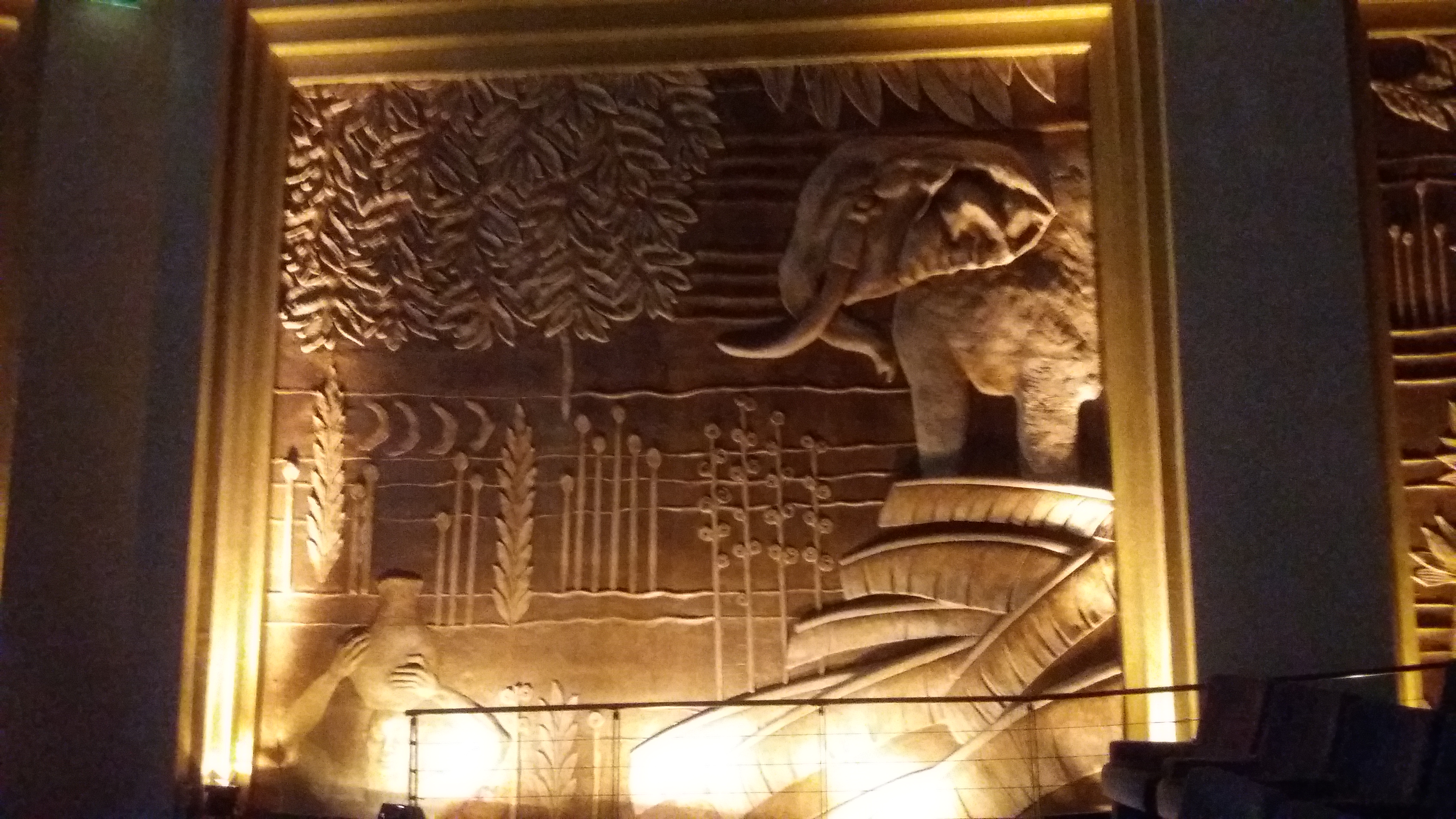
detail reliëfs Eldorado, Brussel